# NGC 459
NGC 459 is een spiraalvormig sterrenstelsel in het sterrenbeeld Vissen. Het hemelobject ligt 528 miljoen lichtjaar van de Aarde verwijderd en werd op 15 oktober 1784 ontdekt door de Duits-Britse astronoom William Herschel.

## Synoniemen
- PGC 4665
- UGC 832
- MCG 3-4-17
- ZWG 459.24